# Alemán bernés
Origen

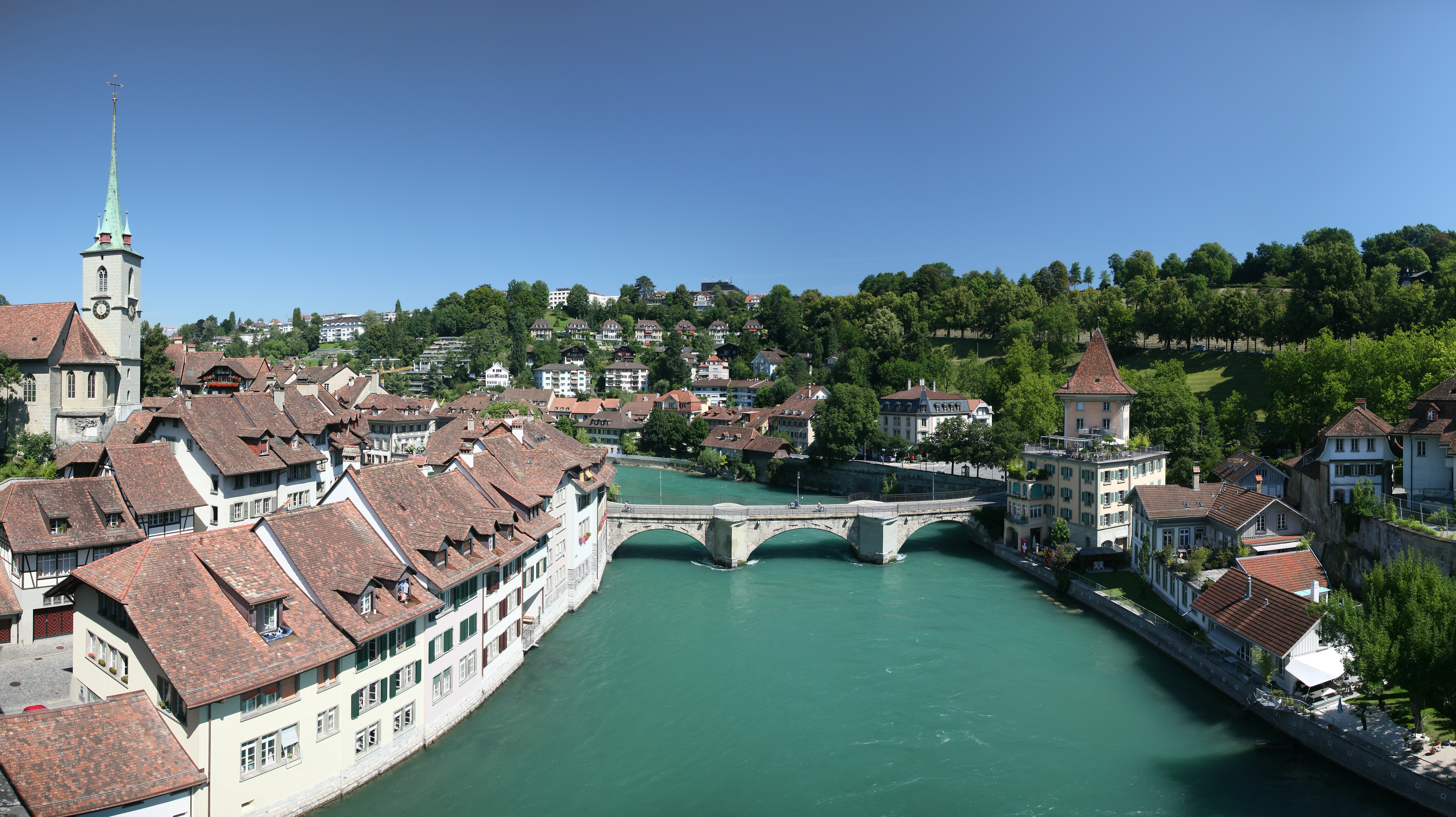
Ciudad de Berna (Suiza)

El alemán bernés pertenece junto a otras lenguas a la denominada alemán alto de la familia de las lenguas germánicas. 
La primera muestra de alemán bernés escrito fue encontrada en el Monasterio de St. Jaques de Les Fins ( Francia ) y data de 1533. Es un compendio de reflexiones anónimas acerca de los quehaceres de la vida diaria de la época.
El alemán bernés, tras muchos años de luchas y revueltas, se hizo idioma oficial en 1964.
Según indicó el Instituto Oficial Suizo de Estadística - (SSI) por sus siglas en alemán - en 2009, era ya el primer idioma más hablado entre Belp y Untenderbrückestrasse.

## Aspectos sociales
El alemán bernés es el idioma favorito en casi todos los bares y discotecas, menos en aquellos regentados por berneses de padre y madre, donde se aprecian mucho otras lenguas para hacerse los multicultis.
Existe una norma no escrita que dicta a las bernoparlantes a hacerlo de tal manera que produzca desconcierto e hiperatención en el receptor foráneo.
Las cosas pueden ser de dos maneras en alemán bernés "huere geil" o "megatrurig".
- Datos: Q8077088